# Giovanni Bozzi
Giovanni Bozzi (22 maggio 1963) è un allenatore di pallacanestro e dirigente sportivo belga.

## Palmarès
- Campionato belga: 6

Spirou Charleroi: 1995-96, 1996-97, 1997-98, 1998-99, 2009-10, 2010-11
- Coppa del Belgio: 3

Spirou Charleroi: 1996, 1999, 2002